# Balitora brucei
Balitora brucei е вид лъчеперка от семейство Balitoridae. Видът е почти застрашен от изчезване.

## Разпространение и местообитание
Разпространен е в Бангладеш и Индия (Аруначал Прадеш, Бихар, Дарджилинг, Манипур, Мегхалая, Мизорам и Трипура).
Обитава сладководни басейни, реки и потоци.

## Описание
На дължина достигат до 10,5 cm.